# Скляр, Александр Сергеевич
Алекса́ндр Серге́евич Скляр (укр. Олександр Сергійович Скляр; род. 26 февраля 1991, Харьков) — украинский футболист, полузащитник одесского «Черноморца».

## Биография

### Клубная карьера

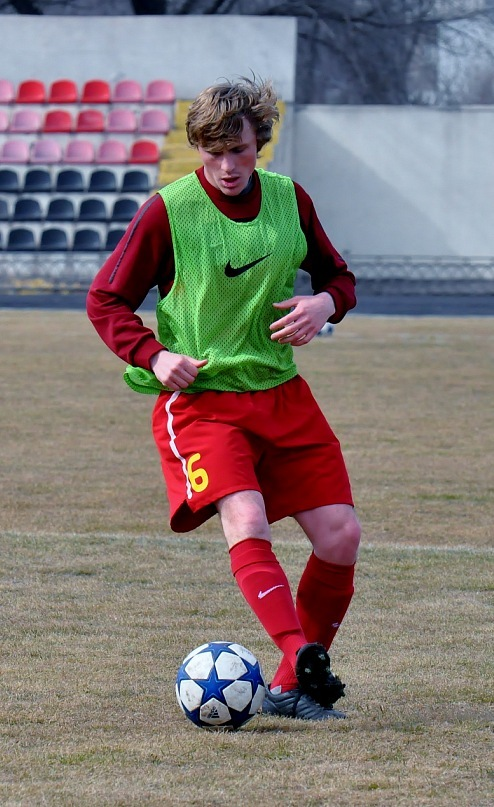
Скляр в «Звезде»

Начал заниматься футболом в харьковском ДЮСШ-13, первый тренер — Валерий Михайлович Рыжих. После выступал за харьковский УФК. В 2008 году попал в дубль клуба «Харьков». В основе дебютировал 10 мая 2009 года в матче против донецкого «Шахтёра» (3:0), Скляр вышел на 35 минуте вместо Евгения Чеберячко. В сезоне 2008/09 «Харьков» занял последние место в Премьер-лиге и вылетел в Первую лигу.

### Карьера в сборной
В юношеской сборной Украины до 17 лет дебютировал 29 января 2007 года в матче против Испании (1:1). Всего за сборную до 17 лет провёл 23 матча и забил 1 гол. Также провёл 1 матч за сборную до 19 лет против Франции (1:3).

## Достижения
«Ворскла»
- Бронзовый призёр чемпионата Украины: 2017/18
- Финалист Кубка Украины (2): 2019/20, 2023/24